# 오이시맨
"오이시맨"(Oishi Man)은 2009년 2월 19일에 개봉한 한일 합작 영화이다. 스폰지가 운영하는 극장인 스폰지하우스와 CJ CGV일부 지점에서 개봉했다. 2월 9~10일에는 이케와키 치즈루가 내한해 이민기, 김정중 감독과 함께 관객과의 대화, 무대인사를 열기도 했다.

## 캐스팅
- 이민기 : 현석 역
- 이케와키 치즈루 : 메구미 역
- 박성택 : 점프 교관 역
- 조희봉 : 녹음실 프로듀서 역
- 박철민 : 원장 역 (우정출연)
- 정유미 : 재영 역 (특별출연)